# Suvarnabhumi Airport Rail Link

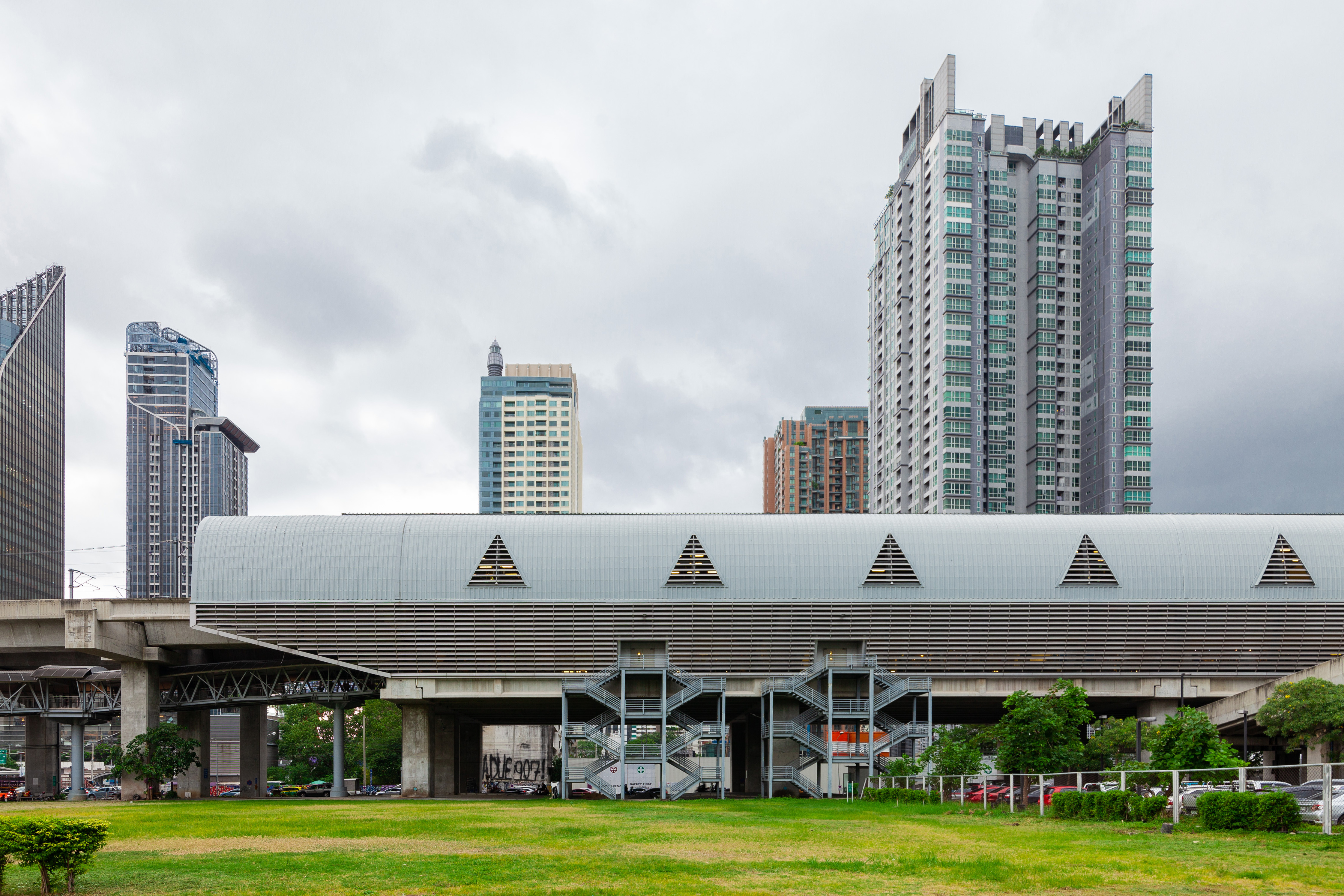
City Air Terminal Bangkok, August 2019

Der Suvarnabhumi Airport Rail Link (Thai รถไฟฟ้าเชื่อมท่าอากาศยานสุวรรณภูมิ), meist nur Airport Rail Link, ist eine Stadtbahn im Öffentlichen Personennahverkehr von Bangkok, die als Hochbahn ausgeführt, den Flughafen Bangkok-Suvarnabhumi mit der Innenstadt Bangkoks verbindet. Die Betreiberin ist eine Tochter der Thailändische Staatseisenbahn (SRT), die SRT Electrified Train (SRTET). Die offizielle Eröffnung fand am 5. Dezember 2009 statt, der kostenpflichtige Fahrgastbetrieb begann am 23. August 2010. Das Fahrpersonal wurde von Siemens gestellt, da die Fahrer der SRT noch nicht genügend ausgebildet waren.

## Fahrzeuge

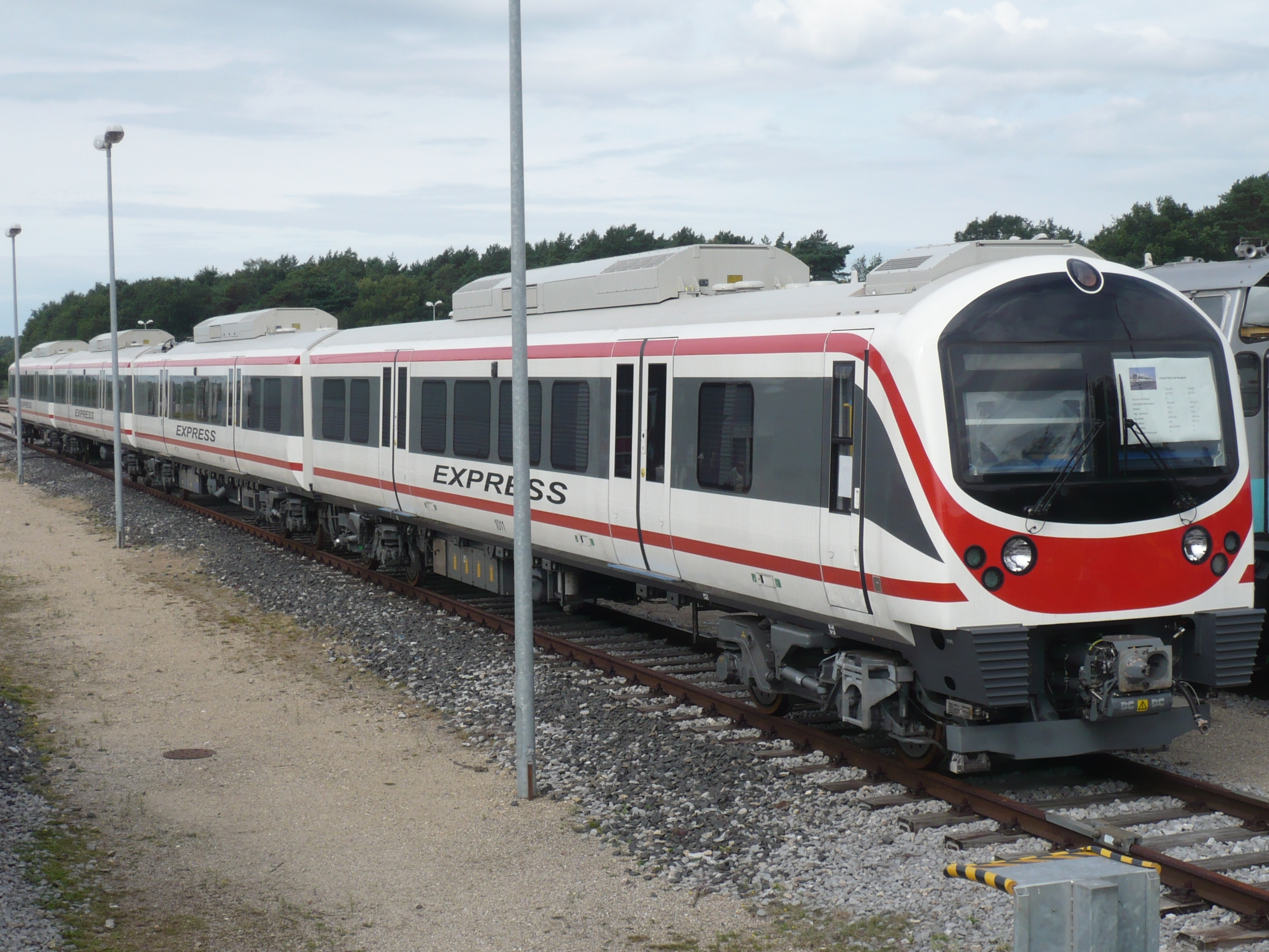
Airport Rail Link Express im Prüfcenter Wegberg-Wildenrath

Die elektrischen Triebzüge (EMU – electric multiple unit), basierend auf dem Desiro UK Class 360, gehören zu der von Siemens Mobility entwickelten Fahrzeugfamilie Siemens Desiro. Den Auftrag für die Fahrzeuge im Wert von 58,4 Millionen Euro erhielt der Hersteller am 31. März 2005. Die Produktion der Triebzüge erfolgte im Siemens-Werk in Krefeld-Uerdingen, während die Kundenabnahme im Prüfcenter Wegberg-Wildenrath stattfand. Am 9. November 2007 wurden in Bangkok die ersten zwei Züge offiziell vorgestellt. Zuvor wurden sie von Bremerhaven aus in einer 38-tägigen Reise zum Überseehafen Laem Chabang verschifft. Über 130 Kilometer wurden sie auf der Straße weiter in ein Depot in Bangkok transportiert. Weitere vier Züge waren im Dezember 2007 verschifft worden.

### Express-Triebzug
Die vierteiligen klimatisierten Express-Triebzüge haben in drei Wagen insgesamt 164 Sitzplätze in 2+2-Anordnung, sechs Klappsitze, einen Rollstuhlplatz und eine Toilette. Der vierte Wagen dient als Gepäckwagen. Die Züge befördern bis zu 2.980 Fahrgäste pro Stunde und Richtung. Äußerlich besitzen die Züge auf weißer Grundfarbe ober- und unterhalb der durchgehend dunkelgrauen Fensterlinie je einen markanten roten Streifen. Die vier Express-Triebzüge waren im Juni 2007 bereits auf Testfahrten im Prüfcenter Wildenrath unterwegs.

### City-Line-Triebzug
Die dreiteiligen klimatisierten City-Line-Triebzüge befördern mit 150 Banksitzen in Längsrichtung und errechneten 595 Stehplätzen etwa bis zu 680 Personen pro Stunde und Richtung. Äußerlich besitzen die Züge auf weißer Grundfarbe ober- und unterhalb der durchgehend dunkelgrauen Fensterlinie je einen markanten blauen Streifen. Es verkehren fünf City-Line-Triebzüge.

## Gesamtprojekt
Die Konsortialführer B.Grimm International Ltd. und B.Grimm MBM Hong Kong Ltd. leiten das Gesamtprojekt, wobei Stecon (Sino Thai Engineering and Construction Plc.) verantwortlich für den Bau der Strecke ist. Das Unternehmen Siemens TS ist zuständig für Design, Lieferung und Montage der Elektrik und Mechanik des Gesamtprojektes, dazu gehören unter anderem Fahrzeuge, Gleisbau, Leit- und Sicherungstechnik, Telekommunikation, automatische Fahrgelderhebung, Tunnelausrüstung, Stromversorgungsanlage und die Check-in-Systeme.
Die Kosten des gesamten Projektes sind im Januar 2005 mit 25,9 Milliarden Baht (rund 600 Millionen Euro) veranschlagt worden. Im März 2007 ist eine Finanzierungslücke von 18 Milliarden Baht offenbar geworden, wobei die Gesamtkosten nunmehr mit 30 Mrd. Baht veranschlagt werden.
Eine ursprüngliche Planung sah vor, die Strecke bis November 2007 fertigzustellen. Doch erst am 17. Januar 2009 war die Bahnstromversorgung in Betrieb genommen worden, so dass am Folgetag der erste Zug mit Probefahrten bis zu 160 km/h zwischen dem Klong Ton Depot und dem Suvarnabhumi Airport begann. Am 12. Februar 2009 fand eine Fahrt eines Express-Zuges für prominente Gäste statt, zu denen auch der Vorsitzende der staatlichen Bahngesellschaft State Railway of Thailand (SRT), Youtdana Tupcharoen, und der thailändische Verkehrsminister, Sophon Zarum, gehörte. Die Strecke des Suvarnabhumi Airport Rail Link wurde 2009 fertiggestellt und deren komplette Bahnanlagen in Betrieb gesetzt. Seit Januar 2009 fanden Tests der Infrastruktur statt, dabei ging es insbesondere um Signalanlagen und automatische Gepäckförderanlagen. Nachdem die Öffentlichkeit an mehreren Tagen die Verbindung zwischen Flughafen und der Haltestelle Phaya Thai kostenlos hatten nutzen können, wurde am 23. August 2010 der normale, kostenpflichtige Fahrgastbetrieb aufgenommen.
Es ist geplant den Airport Rail Link in eine neu zu bauende Drei-Flughafen-Verbindung zum Flughafen Don Mueang und zum Flughafen U-Tapao einzubinden.

## Strecke
| \| \| 0 \| Flughafen Bangkok-Suvarnabhumi \| Flughafen Bangkok-Suvarnabhumi \| \| \| \| \| \| \| \| \| Lat Krabang (nur City Line) \| \| \| \| \| Ban Thap Chang (nur City Line) \| \| \| \| \| Hua Mak (nur City Line) \| \| \| \| \| Ramkhamhaeng (nur City Line) \| \| \| \| 25,7 \| Makkasan City Air Terminal \| Makkasan City Air Terminal \| \| \| \| Ratchaprarop (nur City Line) \| \| \| \| 28,5 \| Phaya Thai \| Phaya Thai \| |      |                                |                                |
| Kopfbahnhof Streckenanfang (im Tunnel) | 0    | Flughafen Bangkok-Suvarnabhumi | Flughafen Bangkok-Suvarnabhumi |
| Tunnelende |      |                                |                                |
| Haltepunkt / Haltestelle |      | Lat Krabang (nur City Line)    | Lat Krabang (nur City Line)    |
| Haltepunkt / Haltestelle |      | Ban Thap Chang (nur City Line) | Ban Thap Chang (nur City Line) |
| Haltepunkt / Haltestelle |      | Hua Mak (nur City Line)        | Hua Mak (nur City Line)        |
| Haltepunkt / Haltestelle |      | Ramkhamhaeng (nur City Line)   | Ramkhamhaeng (nur City Line)   |
| Bahnhof | 25,7 | Makkasan City Air Terminal     | Makkasan City Air Terminal     |
| Haltepunkt / Haltestelle |      | Ratchaprarop (nur City Line)   | Ratchaprarop (nur City Line)   |
| Kopfbahnhof Ende Hochstrecke | 28,5 | Phaya Thai                     | Phaya Thai                     |

Die Gleisstrecke, auf der der Express und die City Line verkehrt, verläuft zu über 93 Prozent aufgeständert, wobei knapp ein Kilometer ebenerdig ist und der Flughafenbahnhof unterirdisch liegt. Die maximale Steigung liegt bei vier Prozent.
Die Suvarnabhumi Airport Express Line (inoffiziell Violette Linie genannt) verbindet auf 25,7 Kilometern Länge der Strecke den Flughafen Bangkok-Suvarnabhumi ohne Zwischenhalt mit der Hauptstadt Bangkok. Sie verkehrt im 45-Minuten-Takt zwischen 6 Uhr und 24 Uhr; die Fahrtzeit vom Flughafen bis zur Endstation im Bahnhof Makkasan beträgt rund 15 Minuten. Die Einzelfahrt kostet 90 Baht, die Hin- und Rückfahrt 150 Baht pro Person. Eine weitere Express Line fährt stündlich bis zur Endstation Phaya Thai; die Fahrzeit beträgt 19 Minuten.
Die auf denselben Gleisen verlaufende Strecke der Suvarnabhumi Airport City Line (inoffizieller Name: Rote Linie) hingegen reicht auf einer Länge von 28,5 Kilometern vom Flughafen aus weiter in die Innenstadt Bangkoks hinein und endet, mit insgesamt sechs Zwischenhalten, am Bahnhof Phaya Thai mit Umsteigemöglichkeit in den Bangkok Skytrain. Die Fahrtzeit vom Flughafen bis zum Bahnhof Phaya Thai beträgt rund 30 Minuten. Während der Betriebszeiten, die wie bei der Express Line zwischen 6 Uhr und Mitternacht liegen, verkehren Züge der City Line alle 15 Minuten. Bis einschließlich 31. Dezember 2010 betrug der Fahrpreis auf der City Line einheitlich 15 Baht pro Person, danach wurde ein entfernungsabhängiger Tarif von 15 bis 45 Baht eingeführt.
Am Bahnhof Makkasan, dem sogenannten City Air Terminal, ist das Umsteigen von der City Line in den Express sowie in die U-Bahn der Bangkok MRT der Station Phetchaburi (Kurzzeichen: PET, Thai: สถานีเพชรบุรี) möglich. Hier ist ein Check-in für den Flughafen eingerichtet.
Der Fahrbetrieb soll durch die DB International GmbH, eine Tochter der Deutschen Bahn, durchgeführt werden. Diese war auch bereits für Installation der Signalanlagen und Ausbildung des Personals zuständig.